# Jesús Liberal Travieso
Jesús Liberal Travieso (1894-1942) fue un militar español.

## Biografía
Militar profesional, perteneció al arma de infantería. Durante la Guerra civil española se mantuvo fiel a la República y llegó a mandar varias unidades. En marzo de 1938, con el rango de teniente coronel, fue nombrado comandante de la 44.ª División. Por esas fechas, en plena retirada de Aragón, también recibió el mando de una subagrupación compuesta por las brigadas mixtas 120.ª, 121.ª, 144.ª, 145.ª y 149.ª que debía apoyar el flanco norte de la Agrupación autónoma del Ebro.

## Familia
Tuvo un hermano, Ángel, que fue militar y murió al comienzo de la guerra civil.